# Tortrix
Tortrix is een geslacht van vlinders uit de familie van de bladrollers (Tortricidae).

## Soorten
- Tortrix acrothecta Turner, 1926
- Tortrix adoxodes Turner, 1938
- Tortrix aduncana Frölich, 1828
- Tortrix adustana (Walsingham, 1881)
- Tortrix africana (Walsingham, 1881)
- Tortrix agroeca Meyrick, 1908
- Tortrix agrypna Meyrick, 1910
- Tortrix albescens Meyrick, 1912
- Tortrix alpinana Schrank, 1802
- Tortrix alysidina Turner, 1926
- Tortrix amoenana (Walker, 1863)
- Tortrix anotera Walsingham, 1914
- Tortrix antichroa Meyrick, 1919
- Tortrix antilecta Turner, 1938
- Tortrix apatela Walsingham, 1914
- Tortrix aphrotis Meyrick, 1910
- Tortrix apochranta Meyrick, 1930
- Tortrix argentana (Gmelin, 1790)
- Tortrix asaphes Walsingham, 1914
- Tortrix ashworthana Newman, 1855
- Tortrix astathmeta Turner, 1926
- Tortrix atacta Turner, 1945
- Tortrix atima Walsingham, 1914
- Tortrix auriga Durrant, 1915
- Tortrix benitonensis Strand, 1913
- Tortrix biangulana Schrank, 1802
- Tortrix bifasciana (Gmelin, 1790)
- Tortrix biformis Meyrick, 1920
- Tortrix biocellata Walsingham, 1914
- Tortrix bipunctana (Gmelin, 1790)
- Tortrix brachyptycta Meyrick, 1938
- Tortrix brunneana Frölich, 1828
- Tortrix caelatana Frölich, 1828
- Tortrix caementosa (Meyrick, 1908)
- Tortrix campoliliana Denis & Schiffermüller, 1775
- Tortrix campylosema Turner, 1945
- Tortrix campylosticha Turner, 1938
- Tortrix cana Frölich, 1828
- Tortrix capensana (Walker, 1863)
- Tortrix capitana Felder & Rogenhofer, 1875
- Tortrix capnosticha Meyrick, 1917
- Tortrix catadryas Meyrick, 1937
- Tortrix cataractis Meyrick, 1910
- Tortrix cetrata Meyrick, 1910
- Tortrix chalicodes Meyrick, 1920
- Tortrix chlorodoxa Meyrick, 1920
- Tortrix chrysodetis Meyrick, 1926
- Tortrix cinerana (Fabricius, 1781)
- Tortrix cingulana Frölich, 1828
- Tortrix coctilis Meyrick, 1922
- Tortrix concinnula Turner, 1926
- Tortrix conclusana Walker, 1863
- Tortrix concolorana Meyrick, 1881
- Tortrix concordana Meyrick, 1881
- Tortrix corroborata Meyrick, 1918
- Tortrix cosmoscelis Meyrick, 1932
- Tortrix crameriana (Stoll, 1781)
- Tortrix crispata Meyrick, 1912
- Tortrix crypsilopha Turner, 1925
- Tortrix curvana (Gmelin, 1790)
- Tortrix demarriana (Stoll, 1781)
- Tortrix demiana Meyrick, 1882
- Tortrix desmotana (Meyrick, 1881)
- Tortrix destructus Cockerell, 1916
- Tortrix devexa Meyrick, 1926
- Tortrix diametrica Meyrick, 1932
- Tortrix diluticiliana (Walsingham, 1881)
- Tortrix dinota Meyrick, 1918
- Tortrix dipsacana Schrank, 1802
- Tortrix discana (Gmelin, 1790)
- Tortrix dorsiplagana (Walsingham, 1881)
- Tortrix druana Walsingham, 1914
- Tortrix dryocausta Meyrick, 1938
- Tortrix dyschroa Turner, 1926
- Tortrix edwardsi Bradley, 1965
- Tortrix endela Walsingham, 1914
- Tortrix endopyrrha Meyrick, 1930
- Tortrix enochlodes Meyrick, 1938
- Tortrix entherma Meyrick, 1914
- Tortrix esperiana (Stoll, 1782)
- Tortrix eucela Meyrick, 1910
- Tortrix eurymenes Meyrick, 1930
- Tortrix eveleena Lower, 1916
- Tortrix exedra Meyrick, 1920
- Tortrix exiguana Frölich, 1828
- Tortrix felina Meyrick, 1926
- Tortrix ferrea Meyrick, 1910
- Tortrix fervida (Meyrick, 1901)
- Tortrix fimbripedana Walker, 1863
- Tortrix flammeana (Sepp, 1852)
- Tortrix flavescens (Butler, 1877)
- Tortrix funerana (Müller, 1776)
- Tortrix furtiva Meyrick, 1911
- Tortrix gladbaghiana (Stoll, 1781)
- Tortrix guatemalica Walsingham, 1914
- Tortrix haplodes Meyrick, 1910
- Tortrix haplophanes Turner, 1925
- Tortrix haplopolia Turner, 1938
- Tortrix hilarantha Meyrick, 1918
- Tortrix hilasma Walsingham, 1914
- Tortrix hirsutipalpis Walsingham, 1914
- Tortrix holthusiana (Stoll, 1781)
- Tortrix homophyla Meyrick, 1917
- Tortrix hydractis Meyrick, 1910
- Tortrix hyperptycha Meyrick, 1931
- Tortrix hypocrita Walsingham, 1914
- Tortrix illucida (Meyrick, 1910)
- Tortrix incompta Turner, 1926
- Tortrix indigestana Meyrick, 1881
- Tortrix indomita Philpott, 1930
- Tortrix intensa Meyrick, 1921
- Tortrix interruptana (Gmelin, 1790)
- Tortrix inusitata Philpott, 1919
- Tortrix irenica Turner, 1945
- Tortrix isochroa Meyrick, 1910
- Tortrix knochiana Frölich, 1828
- Tortrix laganodes Meyrick, 1910
- Tortrix leucaniana (Walker, 1863)
- Tortrix leucocharis Meyrick, 1933
- Tortrix lignea Meyrick, 1917
- Tortrix liquefacta Meyrick, 1908
- Tortrix liquidana (Meyrick, 1881)
- Tortrix lithoxylana Frölich, 1828
- Tortrix liturana Frölich, 1828
- Tortrix lucana Frölich, 1828
- Tortrix lysimachiana Swezey, 1946
- Tortrix lythrodana (Meyrick, 1881)
- Tortrix margana (Fabricius, 1794)
- Tortrix marriana (Stoll, 1781)
- Tortrix martyranthes Meyrick, 1938
- Tortrix mediana (Gmelin, 1790)
- Tortrix mensaria Meyrick, 1912
- Tortrix meridionana (Walker, 1863)
- Tortrix metalleta Walsingham, 1914
- Tortrix metapyrrha Meyrick, 1918
- Tortrix minima Walsingham, 1914
- Tortrix mitrota Meyrick, 1920
- Tortrix molesta Meyrick, 1910
- Tortrix molybditis Meyrick, 1907
- Tortrix mumetes (Cramer, 1775)
- Tortrix myroxesta Meyrick, 1924
- Tortrix nephrodes Walsingham, 1914
- Tortrix nigrana (Gmelin, 1790)
- Tortrix obliquana (Gmelin, 1790)
- Tortrix ochnotoma Meyrick, 1930
- Tortrix ocyptera Meyrick, 1910
- Tortrix olgana Kennel, 1919
- Tortrix onustana Frölich, 1828
- Tortrix ophiodesma (Lower, 1902)
- Tortrix oressinoma Turner, 1925
- Tortrix oriarcha Meyrick, 1910
- Tortrix oriotes Turner, 1916
- Tortrix oriphanes Meyrick, 1930
- Tortrix orycta Walsingham, 1914
- Tortrix palpana Frölich, 1828
- Tortrix paralia Meyrick, 1910
- Tortrix parana Busck, 1911
- Tortrix pauperana Schrank, 1802
- Tortrix paurozona Lower, 1902
- Tortrix pelospila Meyrick, 1932
- Tortrix perdicoptera Wileman & Stringer, 1929
- Tortrix perkinsana (Walsingham, 1897)
- Tortrix petrophracta Meyrick, 1938
- Tortrix phaeoneura Turner, 1945
- Tortrix phaeoscia Turner, 1945
- Tortrix pharetrata Meyrick, 1909
- Tortrix phoenicoplaca Turner, 1945
- Tortrix physetopa Meyrick, 1932
- Tortrix pictana Frölich, 1828
- Tortrix piperata Meyrick, 1910
- Tortrix plagiomochla Turner, 1945
- Tortrix platystega Meyrick, 1920
- Tortrix pleuroptila Meyrick, 1937
- Tortrix poliochra Meyrick, 1920
- Tortrix polymicta Turner, 1926
- Tortrix polyphrica Turner, 1926
- Tortrix polytechna Meyrick, 1924
- Tortrix praeclinata Meyrick, 1921
- Tortrix prionistis Meyrick, 1928
- Tortrix procapna Turner, 1945
- Tortrix psarodes Meyrick, 1910
- Tortrix ptilocnemis Meyrick, 1920
- Tortrix pulicana Frölich, 1828
- Tortrix pulla Turner, 1945
- Tortrix pullana (Gmelin, 1790)
- Tortrix punctana Motschulsky, 1866
- Tortrix pyrosemana (Meyrick, 1881)
- Tortrix reciprocana (Walker, 1863)
- Tortrix regilla Walsingham, 1914
- Tortrix rhodochropa Meyrick, 1927
- Tortrix rubricana Motschulsky, 1866
- Tortrix saclava Mabille, 1900
- Tortrix sapineana Frölich, 1828
- Tortrix saussuriana (Villers, 1789)
- Tortrix scaeodoxa Meyrick, 1935
- Tortrix scharfensteiniana Frölich, 1828
- Tortrix schematica Turner, 1926
- Tortrix sciota Lower, 1916
- Tortrix scitana Frölich, 1828
- Tortrix semifulva (Meyrick, 1908)
- Tortrix serrata Meyrick, 1910
- Tortrix sesquitertiana (Gmelin, 1790)
- Tortrix sexpunctana Schrank, 1802
- Tortrix sinapina (Butler, 1879)
- Tortrix smicrotes Walsingham, 1914
- Tortrix socotranus (Walsingham, 1900)
- Tortrix sordida Turner, 1945
- Tortrix sphenias (Meyrick, 1909)
- Tortrix spilographa Meyrick, 1937
- Tortrix spinulosa Meyrick, 1924
- Tortrix sporadias Meyrick, 1920
- Tortrix standishana Newman, 1856
- Tortrix stenophora Bradley, 1965
- Tortrix stigmatias Meyrick, 1910
- Tortrix subfurcatana (Walker, 1863)
- Tortrix sulphurana (Fabricius, 1794)
- Tortrix symplecta Meyrick, 1910
- Tortrix synastra Meyrick, 1918
- Tortrix tasmaniana (Walker, 1863)
- Tortrix technica Turner, 1938
- Tortrix technitis Meyrick, 1910
- Tortrix telephanta Meyrick, 1910
- Tortrix tephrodes Turner, 1916
- Tortrix tessulatana (Meyrick, 1881)
- Tortrix thunberghiana (Stoll, 1781)
- Tortrix tiliana Schrank, 1802
- Tortrix torogramma (Meyrick, 1897)
- Tortrix transversana (Gmelin, 1790)
- Tortrix triadelpha Meyrick, 1920
- Tortrix triangulana (Fabricius, 1794)
- Tortrix trochilana Frölich, 1828
- Tortrix umbratilis Meyrick, 1922
- Tortrix velitans Meyrick, 1924
- Tortrix venezuelana (Walker, 1863)
- Tortrix verbascana Schrank, 1802
- Tortrix verrucana Schrank, 1802
- Tortrix vitelliana Schrank, 1802
- Tortrix vitiana Zeller, 1877
- Tortrix vulpinana Frölich, 1828
- Tortrix walchiana (Herbst, 1786)
- Tortrix xestochalca Meyrick, 1926
- Tortrix zestodes Meyrick, 1924